# Alexander von Fielitz

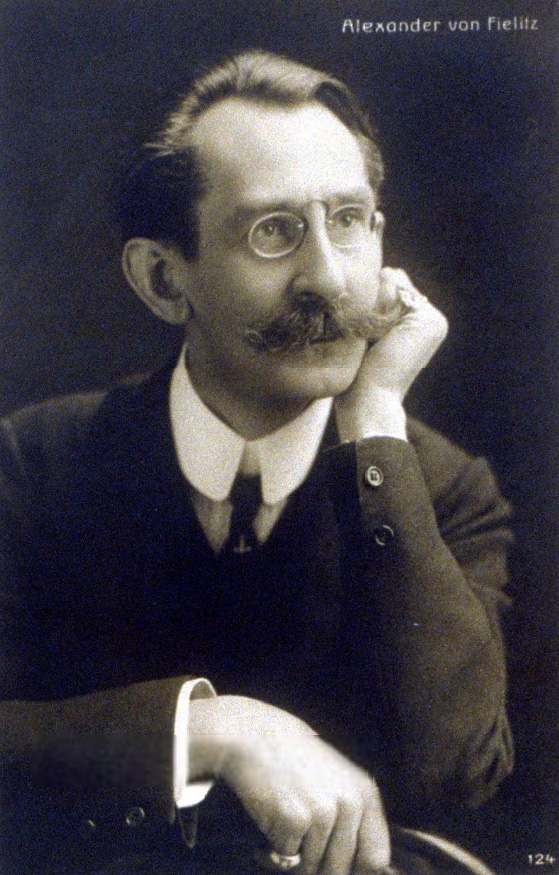
Alexander von Fielitz (1911)

Alexander von Fielitz (* 28. Dezember 1860 in Leipzig; † 29. Juli 1930 in Bad Salzungen) war ein deutscher Komponist.

## Lebenslauf
Er war der Sohn des Schauspielers Johannes Otto von Fielitz und studierte in Dresden bei Julius Schulhoff und Edmund Kretschmer. Er war Theaterkapellmeister in Zürich, Lübeck und Leipzig und unterrichtete danach mehrere Jahre am Stern’schen Konservatorium in Berlin. 1905 wurde er Lehrer am Konservatorium und 1906 Dirigent des Sinfonieorchesters von Chicago. Ab 1908 unterrichtete er wieder am Stern’schen Konservatorium, das er ab 1915 leitete.

## Werke
Fielitz komponierte zwei Opern (Vendetta, 1891 und Das stille Dorf, 1900) und zahlreiche Lieder, von denen besonders die Toskanischen Lieder bekannt wurden. Beliebt ist auch seine Romanze für Klavier und Violine.
- Alexander von Fielitz: Eliland. Ein Sang vom Chiemsee. Song of Chiemsee. Gedicht von K.[arl] Stieler. English Version by A. M. v. Blomberg. Ausgabe für höhere Stimme. Edition for high voice. New and revised Edition. Breitkopf & Härtel, Berlin, Leipzig, Brüssel [um 1900; der Ausgabe liegt ein Blatt mit dem Text des Gedichtes bei; die Erstausgabe ist 1896 erschienen].